# Mare Nostrum (Marineoperation)
Mare Nostrum war eine Operation der italienischen Marine und Küstenwache in der Straße von Sizilien zur Seenotrettung von Migranten und Flüchtlingen aus meist afrikanischen Ländern. Gleichzeitig sollten die Schleuser aufgegriffen werden. Sie fand vom 18. Oktober 2013 bis 31. Oktober 2014 statt.

## Entstehung
Nachdem bei zwei Bootsunglücken vor Lampedusa Anfang Oktober 2013 binnen weniger Tage mehr als 600 Flüchtlinge im Mittelmeer ertrunken waren, wurde die seit 2004 laufende Überwachungsoperation Constant Vigilance aufgestockt. Am 18. Oktober 2013 startete Mare Nostrum unter der Leitung des Admirals Guido Rando. Der damalige italienische Verteidigungsminister Mario Mauro sagte, dass auch die Mutterschiffe der Schlepper identifiziert werden sollen und die Flüchtlingsboote ans Festland eskortiert würden. Laut der Internationalen Organisation für Migration (IOM) hat die Operation Mare Nostrum in dem Zeitraum ihrer Aktivität rund 150.000 Menschen gerettet.
Die Operation Mare Nostrum endete am 31. Oktober 2014. Am folgenden Tag begann die Operation Triton unter Führung der EU-Grenzagentur Frontex.

## Organisation
Die Marine war bis Ende Dezember 2014 durchschnittlich mit vier Schiffen im Einsatz. Neben der Marine beteiligen sich auch das italienische Heer, die Luftwaffe, die Carabinieri, der Zoll und die Küstenwache an der Operation.
Die Marine stellte im Rahmen des Einsatzverbandes 29º Gruppo navale:
- 1 Landungsschiff als Führungsschiff mit Kontaktpersonen aller Behörden an Bord;
- 1–2 Fregatten mit dazugehörigen Bordhubschraubern;
- 2 Korvetten oder Patrouillenboote mit Landemöglichkeiten für Helikopter;
- Transportschiffe;
- AW101-Helikopter, entweder auf dem Landungsschiff oder an Land in Lampedusa, Pantelleria, Catania;
- P.180-Aufklärungsflugzeuge mit FLIR, stationiert in Lampedusa.

Zur Aufklärung und Dokumentation der Aktivitäten von Schleusern auf sogenannten Mutterschiffen setzte die Marine in Zusammenarbeit mit Strafverfolgungsbehörden zeitweise auch U-Boote ein.
Unter der operativen Kontrolle der Marine wurden auch Seeaufklärer und Drohnen der Luftwaffe vom sizilianischen Sigonella aus eingesetzt.

## Auseinandersetzungen um Weiterführung
Italien mahnte immer wieder eine gesamteuropäische Verteilung der Lasten bei der Rettung und Unterbringung von Flüchtlingen an.
Am 27. August 2014 beschlossen Cecilia Malmström und Angelino Alfano die europäische Weiterführung des Projekts. Demnach soll „Frontex Plus“ nach und nach Mare Nostrum ersetzen. Ein am 28. August vorgelegtes, nicht öffentliches Konzept spricht laut Recherchen der Süddeutschen Zeitung von einem Upgrade der bisherigen Überwachungseinsätze von Frontex. Die normale Arbeit der küstennahen Überwachung soll demnach um Rettungseinsätze erweitert werden. Anders als in der Operation Mare Nostrum soll es keine Rettung auf Hoher See geben, sondern nur im küstennahen Bereich. Frontex kalkuliert Kosten von 3 Millionen Euro im Monat. Italien brachte für die Operation Mare Nostrum als einzelnes Land die Kosten von monatlich 9,3 Millionen Euro für seine Operation alleine auf.

## Basisdaten
Im Rahmen von Mare Nostrum wurden 900 Marinesoldaten ausgestattet mit Amphibienfahrzeugen, Fregatten und Korvetten, unterstützt von Hubschraubern, Drohnen und Suchflugzeugen ein Jahr lang eingesetzt um ein etwa 70.000 Quadratkilometer großes Seegebiet zu überwachen. Die Retter waren 45.000 Stunden im Einsatz.
Es wurden 100.000 Menschen gerettet und nach Europa gebracht. 728 Schlepper wurden festgenommen, Sieben Schlepperschiffe beschlagnahmt. Trotz Mare Nostrum sind in den ersten 10 Monaten 2014 3.000 Menschen bei dem Versuch über das Mittelmeer nach Europa zu gelangen gestorben.
|                                        | 2010  | 2011   | 2012   | 2013   | 2014    | 2015      |
| Zahl der Einreisen über das Mittelmeer | 9.654 | 70.402 | 22.439 | 59.421 | 216.054 | 1.015.078 |
| registrierte Todesfälle im Mittelmeer  | 20    | 1.500  | 500    | 600    | 3.500   | 3.771     |

## Reaktionen auf die Operation
Premierminister Matteo Renzi sagte zu Mare Nostrum, es sei eine Pflicht Italiens, Menschenleben im Mittelmeer zu retten. Wir dürfen nicht erlauben, dass das Mittelmeer zu einem Friedhof wird. Die EU darf nicht einfach wegschauen, sagte Renzi.

### Kritik an der Operation
Die Oppositionspartei Lega Nord hatte im April 2014 das Ende des Marine-Einsatzes gefordert. Begründet wurde diese Forderung damit, dass eine Aussicht auf Rettung den Flüchtlingsstrom ansteigen lasse. Eine weitere Begründung waren die Kosten der Operation.
Unter europäischen Politikern ist die Ansicht verbreitet, dass die Operation ein zusätzlicher Anreiz für Flüchtlinge sei, das Risiko der Überfahrt einzugehen.
Die wissenschaftliche Studienlage zu dem Thema ist laut dem Jura-Professor und stellvertretenden Vorsitzenden des „Sachverständigenrats deutscher Stiftungen für Integration und Migration“ Daniel Thym dünn und teils widersprüchlich. Viel mehr als Momentaufnahmen liefern die Untersuchungen bislang nicht. Der Migrationsforscher Gerald Knaus von der Denkfabrik Europäische Stabilitätsinitiative kritisiert, dass der Begriff Pull-Faktor einen Automatismus suggeriere, den es so nicht gäbe. Er verweist jedoch darauf, dass durch die Operation sehr viele Menschen Europa erreichen konnten. Dies habe mehr Menschen motiviert, über die Mittelmeerroute gen Europa zu migrieren und damit auch zu mehr Toten geführt. Weiterhin hätte der Einsatz Schleppern angeblich ihre Tätigkeit erleichtert, denn sie konnten Flüchtlinge in nicht seetüchtigen Booten auf die Reise schicken.

### Reaktionen im Ausland
Dass Italien als einziges europäisches Land auf eigene Initiative seine Marine, die Küstenwache und weitere Behörden zu einer solchen Rettungsaktion mobilisierte, wurde von vielen Menschen in Europa mit Anerkennung und Unterstützung honoriert. Heribert Prantl schrieb in einem Kommentar: Es ist beschämend, dass die mit dem Friedensnobelpreis ausgezeichnete EU nicht einmal gewillt ist, die Kosten für das grandiose italienische Rettungsprogramm Mare Nostrum zu übernehmen. (…) Europas Politiker waschen sich ihre Hände in Unschuld – in dem Wasser, in dem die Flüchtlinge ertrinken.
Der deutsche Bundesinnenminister Thomas de Maizière forderte Ende September 2014, Mare Nostrum durch eine Mission zu ersetzen, die vornehmlich der Rückführung von Flüchtlingen dient. Der Plan der Bundesregierung geht aus einem Brief von de Maizière an die zuständige EU-Innenkommissarin Cecilia Malmström hervor, über den das ARD-Magazin Report Mainz berichtete. In dem Schreiben fordert der deutsche Minister, im Rahmen von Frontex + die Operationen Hermes und Aeneas zu verstärken. „Wir müssen die Umsetzung unserer gemeinsamen Rückführungspolitik (…) innerhalb der EU mit den Drittstaaten verbessern. Eine solche Arbeit der Identitätsermittlung würde, zusammen mit der Rückkehrpolitik, auch ein integraler Bestandteil der Operation Frontex + sein.“ Auf Anfrage des ARD-Magazins, ob Frontex Seenotrettungseinsätze wie Mare Nostrum nicht koordinieren könne, antwortete das Innenministerium: „Hierfür hat die Agentur weder das Mandat noch die Ressourcen.“

### Initiativen zur Weiterführung
Das deutsche Netzwerk PRO ASYL wandte sich mit einem dringenden Appell an das Europaparlament und seinen Präsidenten Martin Schulz. Pro Asyl forderte, die EU müsse „das Sterben an ihren Außengrenzen beenden und legale, gefahrenfreie Wege für Flüchtlinge öffnen. Eine zivile europäische Seenotrettung müsse aufgebaut werden. Das EU-Parlament müsse sofort die benötigten finanziellen Mittel bereitstellen.“ Per Online-Votum rief Pro Asyl Bürger zur Unterstützung des Appells auf.
Um die Einstellung von Mare Nostrum nicht passiv hinzunehmen, setzt das private Projekt „Sea-Watch“ seit Mai 2015 Schiffe im Mittelmeer ein, um die Situation von Flüchtlingen mit Livebildern zu dokumentieren und nach Möglichkeit Hilfe bei Seenot zu leisten.

### Operation Triton
Am 31. Oktober 2014 endete die Operation Mare Nostrum offiziell. Am 1. November 2014 begann die Operation Triton unter Führung der EU-Grenzagentur Frontex. Triton sollte Mare Nostrum weder übernehmen noch ganz oder teilweise ersetzen. Primäre Aufgabe der Operation Triton ist nicht die Seenotrettung, sondern die Sicherung der EU-Außengrenze vor illegaler Einwanderung, ihr Einsatzgebiet ist im Wesentlichen auf den küstennahen Bereich der EU beschränkt, ihr monatliches Budget sollte ein Drittel des Budgets von Mare Nostrum betragen. Menschenrechtsorganisationen wie Amnesty International und Pro Asyl forderten daher die Fortsetzung der Operation Mare Nostrum.
Italiens Marine unterstützte den Übergang zur Operation Triton im November und Dezember 2014 noch mit einer Überwachungsoperation im zentralen Mittelmeer (Dispositivo navale di sorveglianza e sicurezza marittima).
Im April 2015 wurde der Haushalt von Triton mit etwa 30 Millionen Euro jährlich angegeben, der ehemalige Haushalt von Mare Nostrum mit etwa 110 Millionen Euro jährlich.
Durch die Beendigung von Mare Nostrum und den eingeschränkten Aktionsraum von Frontex und Triton fehlten geeignete Seenotrettungsschiffe vor Ort, so dass Handelsschiffe einen bedeutenden Anteil an den Rettungseinsätzen zu tragen hatten. Frontex und die italienische Küstenwache waren sich im Klaren, dass die Handelsschiffe für solche Einsätze nicht geeignet waren. Als innerhalb einer Woche etwa 1.200 Menschen bei zwei Rettungsversuchen von kommerziellen Schiffen im April 2015 ums Leben kamen, nannte der Präsident der Europäischen Kommission Jean-Claude Juncker die Beendigung von Mare Nostrum einen schweren Fehler.

## Rundfunkberichte
- Karl Hoffmann: EIN JAHR Mare Nostrum – Italiens Flüchtlingspolitik vor einem Kurswechsel, Deutschlandfunk – „Hintergrund“ vom 1. Dezember 2014